# Gustav Krupp von Bohlen und Halbach
Gustav Krupp von Bohlen und Halbach, ursprungligen endast von Bohlen und Halbach, född 7 augusti 1870 i Haag, Nederländerna, död 16 januari 1950 på Schloss Blühnbach i Werfen, Salzburg, Österrike, var en tysk friherre och industriman. Han gifte sig 1906 med Bertha Krupp och antog i samband med giftermålet sitt nya släktnamn. Han var far till Alfried Krupp von Bohlen und Halbach.

## Biografi
Gustav Krupp von Bohlen und Halbach tog i samband med sitt giftermål med Bertha Krupp över industrikoncernen Kruppkoncernen. Han inledde nya storsatsningar i koncernen och levererade till båda sidor under första världskriget. Under mellankrigstiden fortsatte företaget under Krupp von Bohlen und Halbachs ledning att verka inom vapenutveckling, trots förbud av västmakterna. Företagets lyckades dock, trots inspektioner, att hålla vapenutvecklingen hemlig. 
Efter nazisternas makttillträdde inledde Krupp von Bohlen und Halbach nära relationer med makthavarna, med Hitler i spetsen, och utvecklade nya vapen för Wehrmacht. 1943 övertogs ledningen av företaget av sonen Alfried.
Efter andra världskriget diskuterades det om man skulle ställa Krupp inför rätta vid Nürnbergprocessen för att i Kruppverkens fabriker ha utnyttjat slavarbetare från ockuperade länder, men åtalet lades ner på grund av hälsoskäl. Gustav Krupp var under sina sista år senil och sängliggande och vårdades av hustrun Bertha.